# Rives-de-Boutonne
Rives-de-Boutonne es una comuna nueva francesa situada en el departamento de Charente Marítimo, de la región de Nueva Aquitania.

## Historia
Fue creada el 1 de enero de 2025, en aplicación de una resolución del prefecto de Charente Marítimo de 30 de septiembre de 2024 con la unión de las comunas de Nuaillé-sur-Boutonne y Saint-Georges-de-Longuepierre, pasando a estar el ayuntamiento en la antigua comuna de Nouaillé-sur-Boutonne.

## Demografía
Según los datos aportados en la resolución del prefecto de Charente Marítimo, la comuna se crea con 430 habitantes.

## Composición
| Comuna delegada               | Código INSEE | Población (2022) | Superficie (km²) | Densidad (hab./km²) |
| ----------------------------- | ------------ | ---------------- | ---------------- | ------------------- |
| Nuaillé-sur-Boutonne          | 17268        | 187              | 10.48            | 18                  |
| Saint-Georges-de-Longuepierre | 17334        | 235              | 10.69            | 22                  |